# Sohier z Enghien
Sohier z Enghien (zemřel 21. března 1364) byl titulární vévoda Athén, hrabě z Brienne a pán z Enghien v letech 1356-1364.
Druhý, ale nejstarší přeživší syn Waltera z Enghien a Isabely z Brienne, když Sohierova matka rozdělila dědictví jeho strýce Waltera VI. z Brienne mezi své syny, získal titul vévody z Athén. Byl v roce 1364 popraven Albertem I., bavorským vévodou, titulární vévodství zanechal svému synovi Walterovi IV. z Enghien.